# Međunarodni institut za istraživanje katastrofa
Medjunarodni institut za istraživanje katastrofa (MIK) u Beogradu predstavlja republičko, neprofitno udruženje, osnovano na neodređeno vreme, radi ostvarivanja ciljeva koji se odnose se na sprovođenje kvantitativno-kvalitativnih istraživanja iz oblasti studija katastrofa.. Osnovan je od strane Naučno-stručnog društva za upravljanje rizicima u vanrednim situacijama kao specijalizovana organizacija za istraživanja iz oblasti katastrofa.

## Ciljevi
U okviru Međunarodnog instituta za istraživanje katastrofa, osnovanog 21.12.2020. godine, sprovode se brojna istraživanja iz oblasti prirodnih i antropogenih katastrofa. Prema Statutu (2020) osnovna delatnost Međunarodnog instituta za istraživanje katastrofa je naučno istraživački rad u oblasti studija katastrofa. i obavlja se u Institutu. Naučna delatnost Instituta obavlja se u skladu sa Zakonom o naučno-istraživačkoj delatnosti Srbije i postavljenom i usvojenom programskom orijentacijom rada.
- Sprovođenje naučnih istraživanja iz oblasti fenomenologije katastrofa i opasnosti[4];
- Sprovođenje naučnih istraživanja iz oblasti pripremljenosti i ublažavanja rizika od katastrofa[5];
- Sprovođenje naučnih istraživanja iz oblasti zaštite i spasavanja u katastrofama[6];
- Sprovođenje naučnih istraživanja iz oblasti oporavka od katastrofa[7][8];
- Sprovođenje naučnih istraživanja iz oblasti upravljanja rizicima[9][10] od katastrofa[11][12]
- Sprovođenje naučnih istraživanja iz oblasti medjunarodne saradnje i pravnog okvira u oblasti katastrofa[4][13][14][15][16]
- Vrši i druge poslove u skladu Statutom[17].

## Direktor Instituta
Na sednici upravnog odbora za direktora je izbran doc. dr Vladimir M. Cvetković, Fakultet bezbednosti, Univerzitet u Beogradu. Sekretari društva su Tamara Mančić i Jovana Martinović iz Naučno-stručno društvo za upravljanje rizicima u vanrednim situaciama.

## Delatnost Instituta
Osnovnu delatnost, Institut ostvaruje kroz osnovna, primenjenja i razvojna naučna istraživanja iz oblasti naučne discipline upravljanja rizicima od katastrofa koja za predmet svog proučavanja ima:
- Etiologiju ugrožavanja bezbednosti ljudi rizicima od katastrofa[21] izazvanih prirodnim ili antropogenim faktorima[22] (prirodne katastrofe – litosferske[23], hidrosferske[24], atmosferske, biosferske i vanzemaljske; tehničko-tehnološke – nuklearne i radiološke, industrijske, transportne, infrastrukturne, izazvane opasnim materijama, ratnim razaranjima i terorističkim napadima[25]);
- Metodološka pitanja iz oblasti upravljanja rizicima od katastrofa[26] (teorija katastrofa, metode istraživanja – kvantitativna i kvalitativna istraživačka tradicija u oblasti katastrofa, teorijski okviri istraživanja katastrofa – teorije spremnosti, ugroženosti, otpornosti, kompleksnih sistema, planiranog ponašanja, urgentnih normi, odlučivanja, simboličkog interakcionizma itd.; paradigme u istraživanjima katastrofa[27]: inženjerstva, ponašanja, razvoja i složenosti;
- Fenomenologiju katastrofa i opasnosti[28][29][30] (pojmovna određenja i karakteristike; priroda i karakteristike opasnosti – fizičke karakteristike: međunarodne skale intenziteta opasnosti, učestalost i trajanje; klasifikacija opasnosti i katastrofa; direktne i indirektne posledice katastrofa; aktuelna pitanja i problematika u vezi s tendencijama, mitovima i drugim, etičkim pitanjima u oblasti katastrofa;
- Ugroženost i otpornost na katastrofe[31] (konceptualna pitanja i karakteristike; različite perspektive i dimenzije – pojedinačna, fizička, ekološka i ekonomska ugroženost kritične infrastrukture); metode merenja i indikatori ugroženosti; dimenzije otpornosti – građana, domaćinstava i lokalne zajednice, inženjerska, institucionalna i ekološka otpornost organizacija[32]; globalni i lokalni indikatori otpornosti na katastrofe; komponente otpornosti;
- integrisano upravljanje rizicima od katastrofa[33] (definisanje rizika i neizvesnosti; izvori rizika od katastrofa; vrste rizika; uticaj rizika; definisanje verovatnoće; pojam, funkcija i ciljevi upravljanja rizicima; identifikovanje konteksta, identifikovanje opasnosti, procena rizika od opasnosti, sortiranje opasnosti, analiza rizika pojedinačnih opasnosti, grupisanje i određivanje prioriteta, proces i alati informisanja javnosti o rizicima; metode i modeli procene rizika; metodologija procene rizika; mapiranje rizika; planovi zaštite i spasavanja; indikatori upravljanja rizicima od katastrofa; metodologija procene rizika i informisanje javnosti o rizicima)[34][35][36][37]
- Prevenciju i ublažavanje rizika od katastrofa[38][39][40][41] (pojmovna određenja; strategije i mere ublažavanja rizika – strukturno i nestrukturno ublažavanje rizika; funkcije ublažavanja rizika – smanjenje verovatnoće i posledica, izbegavanje, transfer, prihvatanje; ublažavanje rizika od katastrofa izazvanih prirodnim i tehničko-tehnološkim opasnostima);
- Pripremljenost za reagovanje na katastrofe (pojmovna određenja; vrste i karakteristike pripremljenosti – individualna, pripremljenost domaćinstava, lokalne zajednice i države; obrazovanje i obuke – edukacija u školama i porodici; faktori uticaja na pripremljenost; konkretne mere pripremljenosti za prirodne i tehničko-tehnološke katastrofe; planiranje u uslovima katastrofa; oprema i zalihe za katastrofe);
- Reagovanje na rizike od katastrofa[42] (planiranje i mere reagovanja na rizike; organizacija i nadležnosti interventno-spasilačkih službi; specifičnosti i karakteristike reagovanja na katastrofe; volontiranje u uslovima katastrofa; međunarodni standardi prilikom reagovanja; mediji i izveštavanje o katastrofama;
- Oporavak od katastrofa[43] (pojam i faze oporavka od katastrofa – pomoć, obnova i rekonstrukcija; restauracija, rehabilitacija i ponovni razvoj; dimenzije i izazovi oporavka od katastrofa – oporavak životne sredine, društveno-psihološki oporavak, obnavljanje usluga, oporavak kritične infrastrukture; planiranje oporavka od katastrofa – kratkoročno, dugoročno i principi; kompleksnosti oporavka i donacije; upravljanje otpadom; izazovi i izgledi nakon katastrofe; modeli oporavka);
- Informacione sisteme i upravljanje rizicima od katastrofa (baze podataka o rizicima od katastrofa – međunarodne i nacionalne baze; Kopernikov servis za upravljanje rizicima; unapređeni informacioni sistem za požare; satelitsko daljinsko očitavanje; pametni sistem odgovora na katastrofe; Globalni monitoring centar za požare (Global Fire Monitoring Center – GFMC); geografski informacioni sistemi i smanjenje rizika itd.;
- Međunarodnu saradnju u oblasti smanjenja rizika od katastrofa (institucionalne i pravne osnove međunarodne saradnje; međunarodne i regionalne organizacije koje su važne za smanjenje rizika; međunarodna saradnja u praksi) i
- Pravne okvire za smanjenje rizika od katastrofa[44] (međunarodni pravni okviri za smanjenje rizika – Okvir iz Sendaja za smanjenje rizika od katastrofa u periodu 2015–2030. godine, Okvir za delovanje iz Hjoga, Međunarodna strategija za smanjenje rizika, Inicijativa za preventivu i pripremljenost za katastrofe i ženevske konvencije; nacionalni pravni okvir).

## Članovi Insituta
Međunarodni insitut za istraživanje katastrofa u svom sastavu ima više desetina članova koje čine profesori, mladi istraživači koji se direktno ili indirektno bave istraživanjima iz oblasti katastrofa.

## Literatura
- https://web.archive.org/web/20210126084201/http://upravljanje-rizicima.com/publikacije-2/. Архивирано из оригинала 26. 01. 2021. г. Приступљено 15. 02. 2021. Недостаје или је празан параметар |title= (помоћ)
- „веза”. Недостаје или је празан параметар |url= (помоћ)
- Шаблон:Мртва Архивирано на веб-сајту  (3. март 2021)
- Naučno-istraživački projekti
- https://web.archive.org/web/20210126085656/http://upravljanje-rizicima.com/projekti-2/. Архивирано из оригинала 26. 01. 2021. г. Приступљено 15. 02. 2021. Недостаје или је празан параметар |title= (помоћ)

## Spoljašnje veze
- [AssociationPublicWebSearch/Details/Details?beid=11674221&rnd=2FB2CBCB18E5CCBF0546A87EDDC59D298AB3FF02]
- Informacija o udruženju
- Publikacije[мртва веза]
- „International Journal of Disaster Risk Management”. Архивирано из оригинала 01. 07. 2022. г. Приступљено 15. 02. 2021.